# NGC 7382
NGC 7382 is een spiraalvormig sterrenstelsel in het sterrenbeeld Kraanvogel. Het hemelobject werd op 1 september 1834 ontdekt door de Britse astronoom John Herschel.

## Synoniemen
- ESO 406-15
- MCG -6-50-5
- IRAS 22476-3707
- PGC 69840